# Nikobarstorfotshöna
Nikobarstorfotshöna (Megapodius nicobariensis) är en hotad hönsfågel i familjen storfotshöns som enbart förekommer i en ögrupp i Bengaliska viken.

## Utseende
Nikobarstorfotshönan är en 43 cm lång medlem av familjen med kastanjebrun ovansida, kanelbrun till brungrå undersida och bar röd hud i ansiktet. Sydliga fåglar (abbotti) är något mindre och ljusare.

## Utbredning och systematik
Nikobarstorfotshöna förekommer endast i ögruppen Nikobarerna i Bengaliska viken. Den delas in i två underarter med följande utbredning:
- Megapodius nicobariensis nicobariensis – förekommer i låglänta områden i centrala och norra Nikobarerna
- Megapodius nicobariensis abbotti – förekommer i låglänta områden på Great Nicobar och Little Nicobar

Arten är nära släkt med filippinstorfotshönan (Megapodius cumingii).

## Status
Internationella naturvårdsunionen IUCN bedömer nikobarstorfotshönan som hotad och placerar den i kategorin sårbar. Efter tsunamin 2014 minskade arten kraftigt, men rapporter visar att populationen numera är stabil. Trycket har dock ökat på kustskogarna den lever i, varför den möjligen kan uppgraderas till en högre hotstatus i framtiden. Världspopulationen uppskattas till mellan 750 och 1500 vuxna individer.

## Bilder

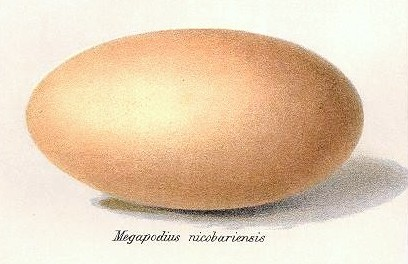
Ägg
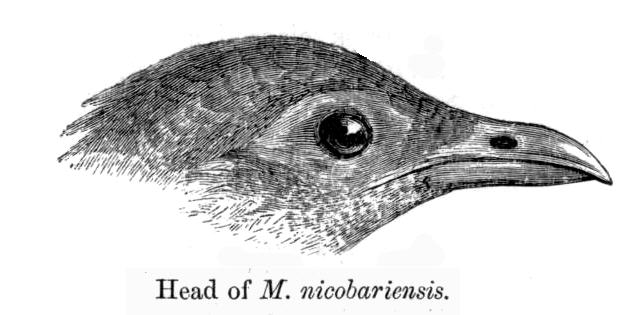
Huvud
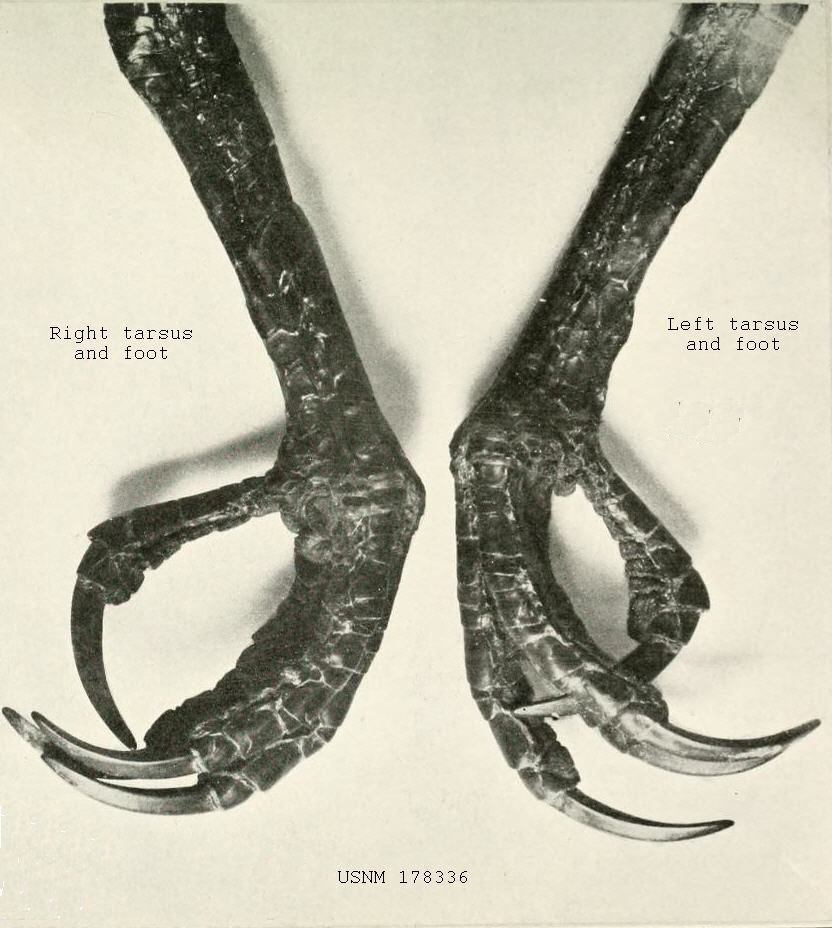
Ben